# Сальмисский уезд
Сальмисский уезд (швед. Salmis härad, фин. Salmin kihlakunta) — административно-территориальная единица Выборгской губернии с центром в селе Сальмис. Образован в 1847 году, упразднён вместе с губернией в 1940 году. Ныне бывшая территория уезда входит в Питкярантский и другие районы Республики Карелии.

## История
Образован из части земель Северо-Кексгольмского уезда, разукрупнённого на Сердобольский и Сальмисский. Первоначально подразделялся на кирхшпили (приходы, волости) во главе с ленсманами; в составе самых больших из приходов имелись также капелланства. К 1910 году подразделялся на 8 приходов (волостей): 
- Имбилакс;
- Кийтеля;
- Корписелькя;
- Маутсиусаари;
- Сальмис;
- Соанлахти;
- Суйстамо;
- Суоярви.

По состоянию на 1910 год площадь уезда составляла 9002,2 км², а население (на 31.12.1908) — 39 873 чел.
К 1940 году уезд подразделялся на 6 волостей (общин): 
- Импилахти;
- Корписелькя;
- Салми;
- Соанлахти;
- Суйстамо;
- Суоярви.

По состоянию на 01.01.1938 площадь уезда составляла 9111,09 км², а население (на 31.12.1939) — 59 967 чел.
Согласно условиям Московского мирного договора большая часть Выборгской губернии отошла от Финляндии к СССР, вследствие чего уезд был упразднён, а его центр стал райцентром вновь образованного Питкярантского района. Небольшая часть уезда, оставшаяся в составе Финляндии, вошла в Куопиоскую губернию.